# Fawzi Mellah
Fawzi Mellah (arabisch فوزي ملاح, DMG Fauzī Mallāḥ, geboren 26. Mai 1946 in Damaskus, Syrien) ist ein tunesischer Schriftsteller, Journalist und Wissenschaftler. 2010 und 2016 gewann er den tunesischen Literaturpreis Comar d’or.

## Leben

### Wissenschaftliche Karriere
Obwohl in Syrien geboren, wuchs Mellah in Tunesien auf. Er studierte Philosophie an der Universität Tunis. Anschließend machte er einen Abschluss in Rechtswissenschaft an der Universität Lausanne und einen Doktor in Politologie an der Universität Genf.
Er lehrte und forschte am Institut für Entwicklung der Universität Genf. Er forschte am Zentrum für den Mittleren Osten an der University of California, Berkeley. Er hat sich inzwischen aus dem akademischen Betrieb zurückgezogen, arbeitet als Politikberater, reist und schreibt.

### Schriftsteller
Mit dem 1988 in französischer Sprache erschienenen Roman Elissa, la reine vagabonde stellt sich Mellah in eine Reihe tunesischer Schriftsteller, wie Abdelmajid El Aroui, Sophie El Goulli oder Rafik Darragi, die sich nach der Unabhängigkeit Tunesiens mit vorislamischen Themen beschäftigen. Am Beispiel der aus Tyros geflohenen, legendären karthagischen Königin Elissa bearbeitet Mellah Themen wie die richtige Organisation von Staat und Gesellschaft, die Bedeutung der Religion, die Rolle der Frau, Wanderschaft und Sesshaftigkeit, die kulturelle Identität, das Leben an Land und auf See oder Matriarchat und Patriarchat. Der Roman erschien in deutscher Übersetzung.
In seinem Roman Le transfert des cendres greift Mellah die Geschichte einer Bibel aus dem Katharinenkloster auf dem Sinai auf. 1933 wurde der sogenannte Codex Sinaiticus, der das Neue und das Alte Testament enthält, nach London überführt. Er wurde als eine der ersten Bibel jahrhundertelang im Sinai verwahrt. Mellah beschäftigt sich damit, wie und durch wen die Bibel nach London gelangte. Er beleuchtete dabei die Rolle Konstantin von Tischendorfs. Der Roman wurde 2010 mit dem tunesischen Literaturpreis Comar d'dor ausgezeichnet.
Der Roman Ya khil Salem beschäftigt sich mit der Traurigkeit und der Widerstandskraft von Khadija, stellvertretend für Frauen und andere Geringeschätzte. Auch dieser Roman bekam den Comar d'or im Jahr 2016.
2021 veröffentlichte Mellah mit Tataouine einen Roman, in dem er seine Faszination von der Wüste Ausdruck verlieh. Namensgeberin für den Romantitel ist die tunesische Stadt Tataouine, auch „Tor zur Wüste“, „Stadt der Meteoriten“ oder „Rätsel des Universums“ genannt.
Seine Bücher wurden in mehrere Sprachen übersetzt und zwei davon verfilmt.

## Werke (Auswahl)
Mellah verfasste seine Text auf Französisch. Einige wurden ins Deutsche übersetzt.
Theaterstücke und Drehbücher
- Néron, ou les oiseaux de passage / Pourquoi jouer Néron? Theaterstücke. In: Théâtre africain. Band 23, 1973, OCLC 678123.
- Le Palais du non-retour. Theaterstück. Oswald, Paris 1975, OCLC 246430822.
- Le rêve de Hannibal. Drehbuch. 2000.

Essays und Sachbücher
- De l'unité arabe: essai d'interprétation critique. Essay. L'Harmattan, Paris 1985, ISBN 2-85802-551-7.
- De l'histoire au roman. Tagungsband anlässlich der Konferenz in der Bibliothèque Charles de Gaulle in Tunis am 20. Oktober 1988. Mission culturelle de France en Tunisie, Tunis 1988, OCLC 716605911.
- Entre chien & loup: journal d'un voyageur égaré. L'Or du Temps, Gazelle, Tunesien 1997, ISBN 978-9973-757-27-2.
- Tunisia nel cuore. Fotos von Ghigo Roli. In: Tunisia. Touring club italiano, Mailand 1991, ISBN 978-88-365-0466-4 (italienisch).
  - deutsch: Tunesien im Herzen. Fotos von Ghigo Roli, Übersetzung aus dem Italienischen von Christina Callori-Gehlsen und Andreas Schulz. In: Tunesien: Landschaft, Kultur, Geschichte. Belser, Stuttgart / Zürich 1994, ISBN 978-3-7630-2224-3. Inhaltsverzeichnis.
- Clandestin en Méditerranée. Reportage. Le Cherche midi, Paris 2000, ISBN 2-86274-745-9.

Romane
- Le Conclave des pleureuses. Le Seuil, Paris 1987, ISBN 2-02-009516-5.
  - deutsch: Konklave der Klageweiber. Aus dem Französischen von Hans Thill. Eichborn, Frankfurt am Main 1990, ISBN 978-3-8218-0178-0.
- Elissa, la reine vagabonde. Le Seuil, Paris 1988, ISBN 2-02-010187-4.
  - deutsch: Die Irrfahrt der Königin Elissa, Gründerin Karthagos. Aus dem Französischen übersetzt von Hans Thill. Eichborn, Frankfurt am Main 1989, ISBN 978-3-8218-0187-2.
- Le transfert des cendres. L'incroyable histoire du théologien Constantin von Tischendorf et de ses guerres secrètes contre les moines du Sinaï. 2. Auflage. L'Harmattan, Paris 2018, ISBN 978-2-14-005976-6 (Erstausgabe: Bénévent, 2009).
- Ya khil Salem ou les douleurs fantômes. Déméter, Tunis 2016, ISBN 978-9973-706-38-6.
- Tataouine. L'Harmattan, Paris 2021, ISBN 978-2-14-017588-6.

## Auszeichnungen
- 1989: Prix de la Méditerranée[11]
- 2010: Comar d'or für Le tansfert des cendres[8]
- 2016: Comar d'or für Ya khil Salem,[10] zusammen mit Fawzia Zouari[12]